# Walter Szczerbiak
Walter Szczerbiak, né le 21 août 1949 à Hambourg, est un ancien basketteur américain.

## Biographie
Rejoignant l'Europe pour évoluer au Real Madrid, il remporte à l'issue de sa première saison la Coupe des clubs champions face au club italien de Ignis Varese. Les deux saisons suivantes, la finale de la Coupe des clubs champions oppose de nouveaux ces deux équipes, au bénéfice du club italien.
En 1978, lors d'une nouvelle finale Varese-Real, Szczerbiak marque 26 points et remporte sa deuxième victoire dans cette compétition. Une troisième victoire est obtenue en 1980 face au club israélien du Maccabi .
En 2008, un comité d'expert du basket-européen,  présidé par Borislav Stanković, l'a désigné pour figurer parmi les 50 personnalités les plus importantes du basket-ball européen.

## Vie personnelle
Il est le père de Wally Szczerbiak, joueur ayant évolué en NBA.

## Club
- 1971-1972 :  Pittsburgh Condors (ABA)
- 1972-1973 :  Wilkes-Barre Barons
- 1973-1980 :  Real Madrid
- 1980-1982 :  Tropicudine
- 1983-1984 :  Cafisa Canarias

## Palmarès

### Club
compétitions internationales 
- Vainqueur de la Coupe des clubs champions 1974,  1978, 1980
- Finaliste de la Coupe des clubs champions 1975, 1976
- Vainqueur de la Coupe intercontinentale : 1976, 1977, 1978

 compétitions nationales 
- Vainqueur de la Eastern Basketball Association : 1973
- Champion d'Espagne 1974, 1975, 1976, 1977
- Vainqueur de la Coupe d'Espagne 1977